# Tracy Rees
Tracy Rees (* 1972 in Swansea, Großbritannien) ist eine britische Schriftstellerin.

## Leben
Tracy Rees wurde in Swansea (Wales) geboren und wuchs dort auf. Sie studierte am Jesus College in Cambridge moderne und mittelalterliche Sprachen. Im Anschluss zog sie nach London und arbeitete für acht Jahre im medizinischen Verlagswesen.
Einen weiteren Abschluss in Psychologie machte sie an der London Metropolitan University, gefolgt von einer Ausbildung in humanistische-integrativer Beratung. Tracy Rees war danach in der Beratung von Menschen mit Krebs und ihren Familien tätig.
Inzwischen lebt sie mit ihrem Partner und ihrer Familie wieder in Swansea.
2015 bewarb sie sich zusammen mit tausenden anderen Autorinnen und Autoren um den mit 50.000 Pfund dotierten Verlagsvertrag des „Richard und Judy's Book Club“. Sie gewann und konnte ihren Debütroman „Amy Snow“ veröffentlichen.

## Auszeichnungen
Gewinnerin der „Richard and Judy search for a Bestseller competition 2015“ mit dem Roman „Amy Snow“

## Werke
- Amy Snow, Quercus, London (2015) ISBN 978-1-78429-145-7
  - dt.: Die Reise der Amy Snow, Ullstein Verlag, Berlin (2017) ISBN 978-3-548-28980-9
- Florence Grace, Quercus, London (2016) ISBN 978-1-78429-617-9
  - dt.: Die zwei Leben der Florence Grace, Ullstein Verlag, Berlin (2018) ISBN 978-3-548-29185-7
- The Hourglass, Quercus, London (2017) ISBN 978-1-78429-626-1
  - dt.: Die Sonnenschwestern, Ullstein Verlag, Berlin (2018) ISBN 978-3-471-35169-7
- Darling Blue, Quercus, London (2018) ISBN 978-1-78648-669-1
  - dt.: Die Frauen von Richmond Castle , Ullstein Verlag, Berlin (2020) ISBN 978-3-548-06083-5
- The House at Silvermoor, Quercus, London (2020) ISBN 978-1-78648-671-4